# Alpharetta
Alpharetta is een plaats (city) in de Amerikaanse staat Georgia, en valt bestuurlijk gezien onder Fulton County.

## Demografie
Bij de volkstelling in 2000 werd het aantal inwoners vastgesteld op 34.854.
In 2006 is het aantal inwoners door het United States Census Bureau geschat op 43.424, een stijging van 8570 (24,6%).

## Geografie
Volgens het United States Census Bureau beslaat de plaats een oppervlakte van
55,3 km², geheel bestaande uit land.

## Plaatsen in de nabije omgeving
De onderstaande figuur toont nabijgelegen plaatsen in een straal van 16 km rond Alpharetta.